# Walckenaeria pinoensis
Walckenaeria pinoensis là một loài nhện trong họ Linyphiidae.
Loài này thuộc chi Walckenaeria. Walckenaeria pinoensis được Jörg Wunderlich miêu tả năm 1992.